# Charaxes contrarius
Charaxes contrarius är en fjärilsart som beskrevs av Gustav Weymer 1907. Charaxes contrarius ingår i släktet Charaxes och familjen praktfjärilar. Inga underarter finns listade i Catalogue of Life.